# Баблер чагарниковий
Ба́блер чагарниковий (Sylvia nigricapillus) — вид горобцеподібних птахів родини кропив'янкових (Sylviidae). Мешкає в Південно-Африканській Республіці і Есватіні.

## Таксономія

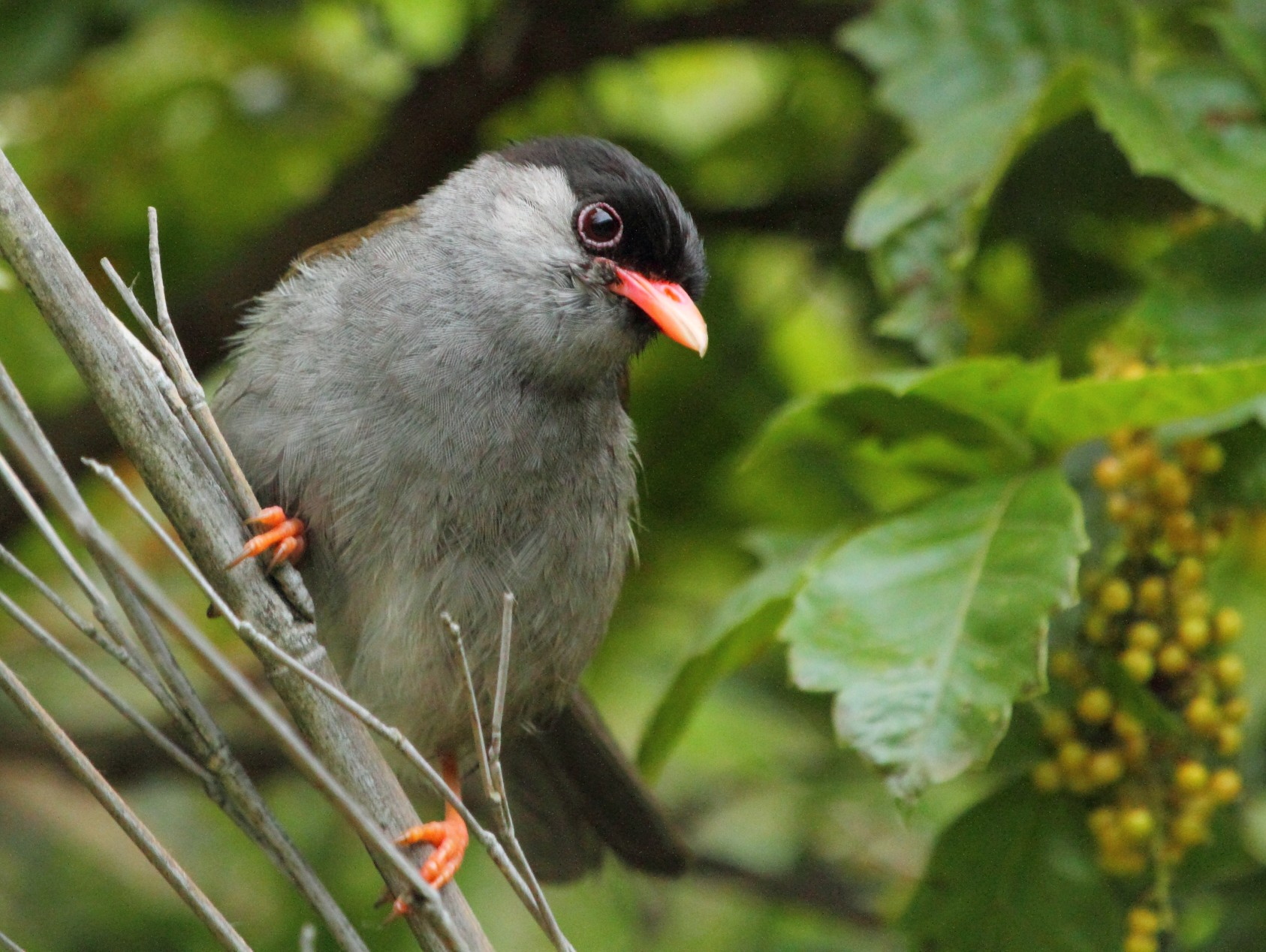
Чагарниковий баблер

Раніше чагарникового баблера відносили до монотипового роду Lioptilus в родині тимелієвих, однак за результатами молекулярно-філогенетичного дослідження вид був переведений до роду Кропив'янка (Sylvia) в родині кропив'янкових.

## Опис
Довжина птаха становить 17—19 см. Верхня частина тіла оливково-зелена, верхня частина голови і підборіддя чорні, горло і груди сірі, живіт білий. Дзьоб гострий, оранжево-рожевий, на кінці більш світлий, лапи тілесного кольору.

## Поширення і екологія
Чагарникові баблери мешкають в Драконових горах у Південно-Африканській Республіці і на заході Есватіні. Вони живуть у вологих гірських субтропічних і тропічних лісах в долинах і ущелинах та у високогірних чагарникових заростях, на висоті від 750 до 1825 м над рівнем моря. Взимку вони мігрують в прибережні райони, де зустрічаються в садах і лісових масивах.
Чагарникові баблери живляться дрібними ягодами, плодами і безхребетними. Гніздяться з жовтня по січень. Гніздо чашоподібне, будується парою птахів з трави, листя, тонких гілочок і корінців, встелюється м'яким рослинним матеріалом і шерстю, розміщується на дереві або в чагарниках, на висоті від 1 до 6 м над землею. В кладці 2 матово-білих яйця, поцяткованих темними плямками.

## Збереження
МСОП класифікує цей вид як вразливий. За оцінками дослідників, популяція чагарникових баблерів становить від 1500 до 5000 птахів, з яких в Есватіні мешкає близько 40 особин. Їм загрожує знищення природного середовища.